# Owens Cross Roads
Owens Cross Roads és una població dels Estats Units a l'estat d'Alabama. Segons el cens del 2000 tenia 1.124 habitants.

## Demografia
Segons el cens del 2000, Owens Cross Roads tenia 1.124 habitants, 443 habitatges, i 329 famílies. La densitat de població era de 56,3 habitants/km².
Dels 443 habitatges en un 29,8% hi vivien nens de menys de 18 anys, en un 60% hi vivien parelles casades, en un 9,9% dones solteres, i en un 25,7% no eren unitats familiars. En el 21,9% dels habitatges hi vivien persones soles el 8,6% de les quals corresponia a persones de 65 anys o més que vivien soles. El nombre mitjà de persones vivint en cada habitatge era de 2,47 i el nombre mitjà de persones que vivien en cada família era de 2,88.
Per edats la població es repartia de la següent manera: un 23,3% tenia menys de 18 anys, un 8,4% entre 18 i 24, un 29,6% entre 25 i 44, un 24,7% de 45 a 60 i un 14% 65 anys o més.
L'edat mediana era de 38 anys. Per cada 100 dones hi havia 95,8 homes. Per cada 100 dones de 18 o més anys hi havia 95 homes.
La renda mediana per habitatge era de 34.856 $ i la renda mediana per família de 45.167 $. Els homes tenien una renda mediana de 30.781 $ mentre que les dones 22.917 $. La renda per capita de la població era de 17.534 $. Aproximadament el 4,6% de les famílies i el 7,1% de la població estaven per davall del llindar de pobresa.

## Poblacions properes
El següent diagrama mostra les poblacions més properes.